# Joan Bartolí i Figueras
Joan Bartolí i Figueras (Molins de Rei, 30 d'octubre de 1935 - Barcelona, 29 de desembre de 2010) fou un futbolista català de les dècades de 1950 i 1960.

## Trajectòria
Començà la seva trajectòria a clubs locals d'on passà a l'EC Granollers. Passà la major part de la seva vida futbolística al RCD Espanyol, on començà a jugar el 1954 i romangué fins al 1965, una dècada més tard, excepte entre 1956 i 1958 en què fou cedit al CE Sabadell. Jugava a la posició de defensa. Al club blanc i blau va tenir la difícil missió de substituir a homes com Cata, Antoni Argilés o Josep Parra. A partir de 1958 assolí la titularitat del primer equip. La temporada 1961-62 va viure el primer descens de l'equip a Segona Divisió, però la temporada següent assolí l'ascens de retorn a Primera. Aquesta mateixa temporada 1961-62 disputà cinc partits de la Copa de les Ciutats en Fires, antiga Copa de la UEFA. Un cop abandonà la disciplina de l'Espanyol fitxà per l'Hèrcules d'Alacant, club amb què assolí un ascens a Primera i un descens de nou a Segona Divisió.
 Fou cinc cops internacional amb la selecció espanyola B i un cop amb la selecció catalana el 1960.